# Corynoptera sphenoptera
Corynoptera sphenoptera är en tvåvingeart som beskrevs av Risto Kalevi Tuomikoski 1960. Corynoptera sphenoptera ingår i släktet Corynoptera och familjen sorgmyggor.
Artens utbredningsområde är Finland. Arten är reproducerande i Sverige. Inga underarter finns listade i Catalogue of Life.